# For Muzik
For Muzik è il primo EP del gruppo musicale sudcoreano 4Minute, pubblicato nel 2009 dall'etichetta discografica Cube Entertainment insieme a Mnet Media.

## Il disco
Dopo l'uscita del loro singolo di debutto, "Hot Issue", il gruppo iniziò a registrare il loro primo EP. L'EP fu pubblicato anche in digitale il 28 agosto 2009. Il disco fu un grande successo, con un picco entro i primi cinque di molte classifiche online. Il brano "Muzik" fu utilizzato come traccia promozionale, insieme a "Hot Issue" e "What a Girl Wants", nelle loro performance nei programmi M! Countdown, Music Bank, Show! Music Core e Inkigayo. Le promozioni durarono da giugno fino alla fine di dicembre 2009. L'EP venne promosso anche in Giappone, dove ne fu pubblicata una nuova versione.
Il 27 agosto l'emittente KBS vietò la trasmissione di "Won't Give You", poiché il contenuto del testo fu considerato eccessivamente sessuale. La canzone in questione, nello stile di una narrazione in prima persona, esprime una mancanza di volontà da parte del soggetto di "dare" se stessa o il suo cuore al suo compagno. La Cube Entertainment rispose al divieto, affermando che il testo del brano doveva essere inteso come "i sentimenti puri di una ragazza per un ragazzo", e la loro delusione per la decisione presa.

## Tracce
1. For Muzik – 1:24 (testo: Jeon Ji Yoon, Mario – musica: Lee Sang-ho)
2. Muzik – 3:43 (Lee Sang-ho, Shin Sa-dong Tiger)
3. Hot Issue – 3:28 (testo: Shin Sa-dong Tiger, Jeon Hye-won – musica: Shin Sa-dong Tiger, Lee Chae-kyu)
4. What a girl wants – 3:25 (testo: Hwang Sung-jin – musica: Lee Sang-ho, Shin Sa-dong Tiger)
5. Funny (웃겨) – 3:29 (testo: Kim Do-hoon, Kim Jin-hwan – musica: Kim Do-hoon, Choi Gab-won)
6. Won't Give You (안줄래) – 3:18 (Shin Sa-dong Tiger, Choi Kyu-sung)
7. Hot Issue (Remix) – 3:14 (testo: Shin Sa-dong Tiger, Jeon Hye-won – musica: Shin Sa-dong Tiger, Lee Chae-kyu)

Durata totale: 22:01
Tracce aggiuntive della versione asiatica:
1. Change – 3:29 (Shinsadong Tiger) – HyunA feat. Yong Junhyung
2. Heard 'Em All – 3:31 – Amerie feat. 4Minute & Beast

## Formazione
- Ji-hyun – voce
- Ga-yoon – voce
- Ji-yoon – voce
- HyunA – rapper
- So-hyun – voce